# Parc des rhododendrons de Haaga
Le parc des rhododendrons de Haaga (finnois : Haagan Alppiruusupuisto) est un parc du quartier de Haaga à Helsinki en Finlande,,.

## Présentation
Le parc ouvert au public de 8,22 hectares sert aussi de lieu d'expérimentation de sélection végétale de l'université d'Helsinki. 
La superficie du parc est de huit hectares. La zone est également connue sous le nom de parc Laajasuo. L'agence de construction de la ville d'Helsinki est responsable de la zone.

## Histoire
Le site a été créé en coopération avec l'agence municipale construction en tant que zone expérimentale pour le programme de sélection végétale de l'Université d'Helsinki. Le jardinier municipal Pekka Jyränkö (en tant que jardinier municipal de 1975 à 1995) a été le moteur du projet Primus. Les rhododendrons, qui préfèrent les sols acides, ont été initialement plantés dans une tourbière naturelle et des sentiers ont été aménagés dans la zone. 
L'Université d'Helsinki et la ville d'Helsinki ont initialement planté 3 000 hybrides de rhododendrons dans la zone à des fins de recherche académique.
L’objectif était de créer une variété adaptée au climat finlandais, diversifiée en termes de port et de couleur de fleurs. Les rhododendrons à feuilles persistantes sont situés dans la partie sud du parc, tandis que les rhododendrons à fleurs jaunes et les azalées sont situés dans la partie nord.
La zone d'azalées est un prolongement des plantations de rhododendrons situées à l'extrémité sud du parc, et environ 1 500 hybrides d'azalées plantés en 1996 poussent dans le parc, 
Le programme de sélection d'azalées a débuté en 1988. Les rhododendrons et les azalées fleurissent en début juin. La floraison se termine généralement après le milieu de l’été.
Dans la zone des azalées, la mise en place d'un jardin forestier a débuté en 2010. Des azalées, des hortensias et d'autres buissons d'ombrage fleuris ont été choisis comme buissons pour le jardin forestier. Huit variétés de roses alpines ont été sélectionnées pour la production commerciale dans la zone d'essai d'Alppiurusupuisto. Les premiers buissons de ces variétés poussent encore dans le parc. Au total, vingt variétés ont été sélectionnées pour la production à partir de roses alpines situés dans différentes régions du pays et commercialisées depuis 1990.

## Galerie

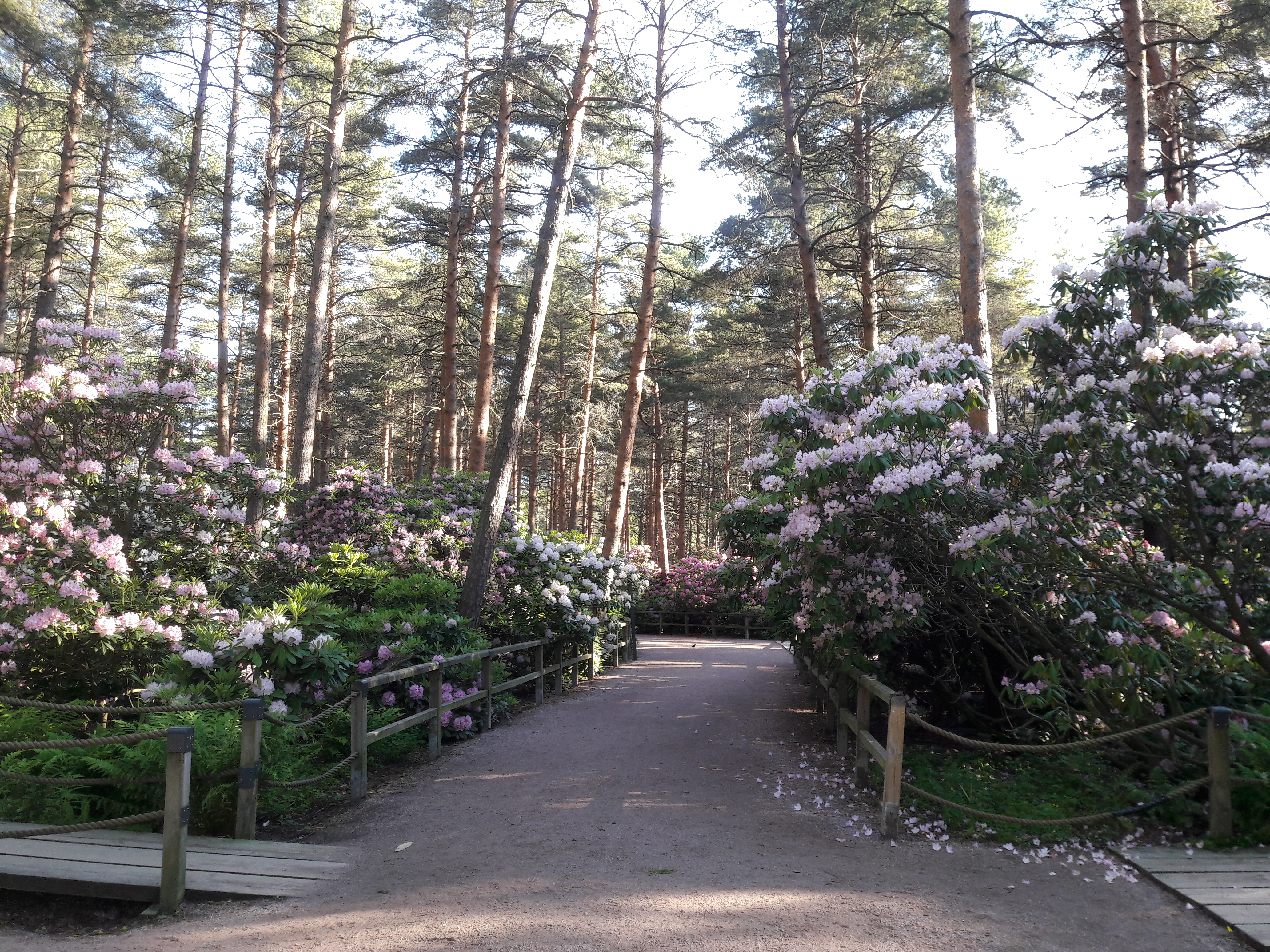
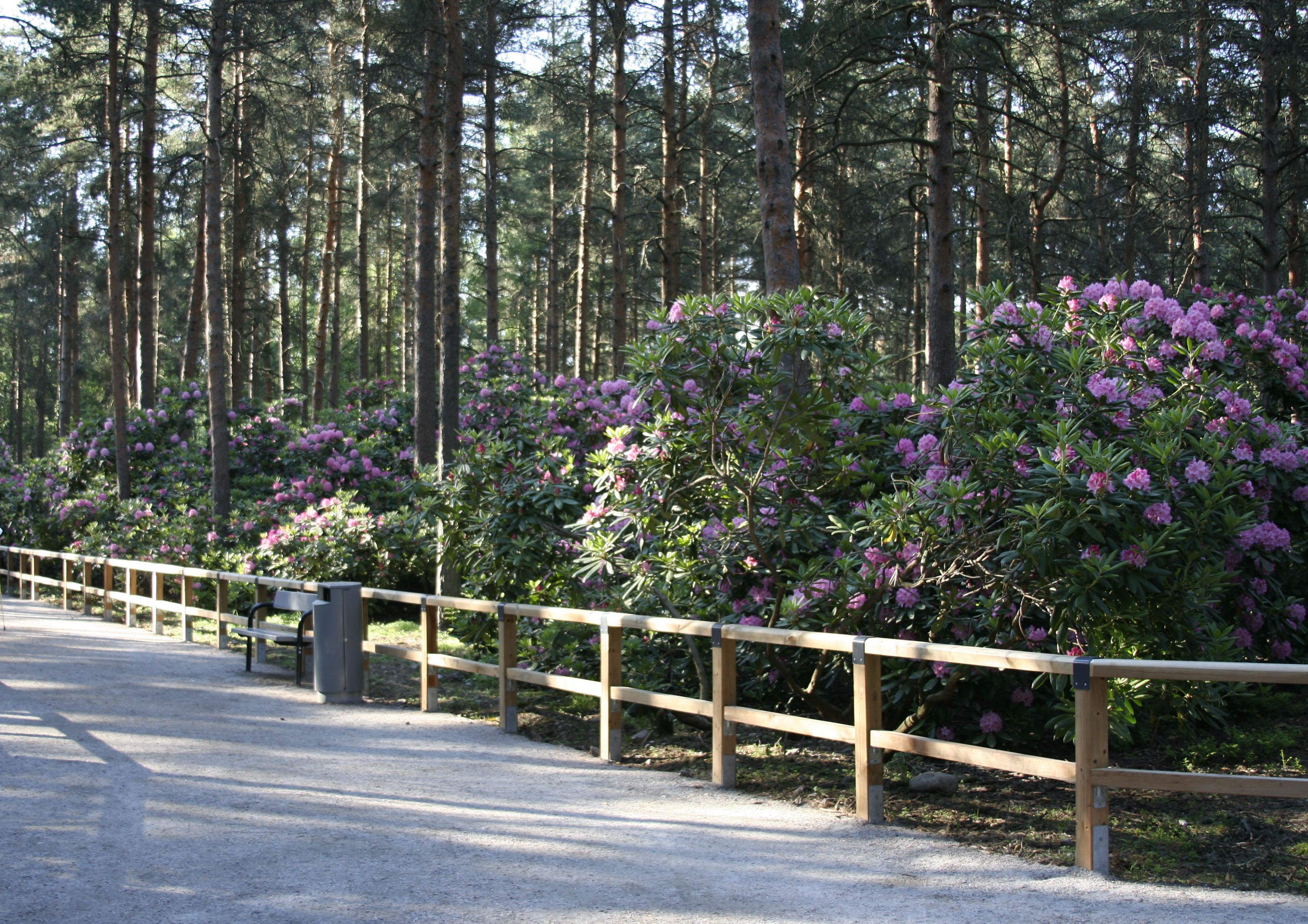
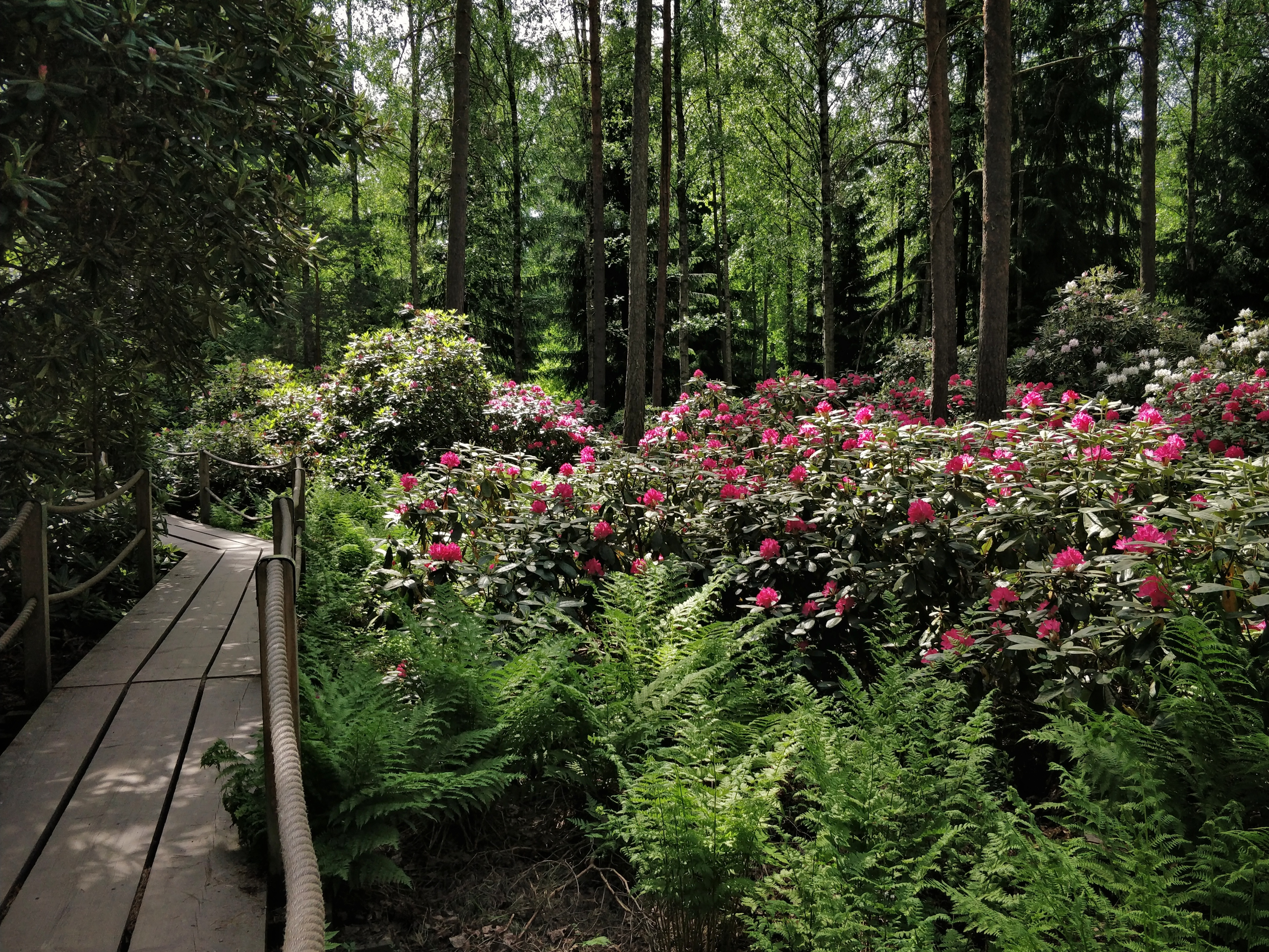

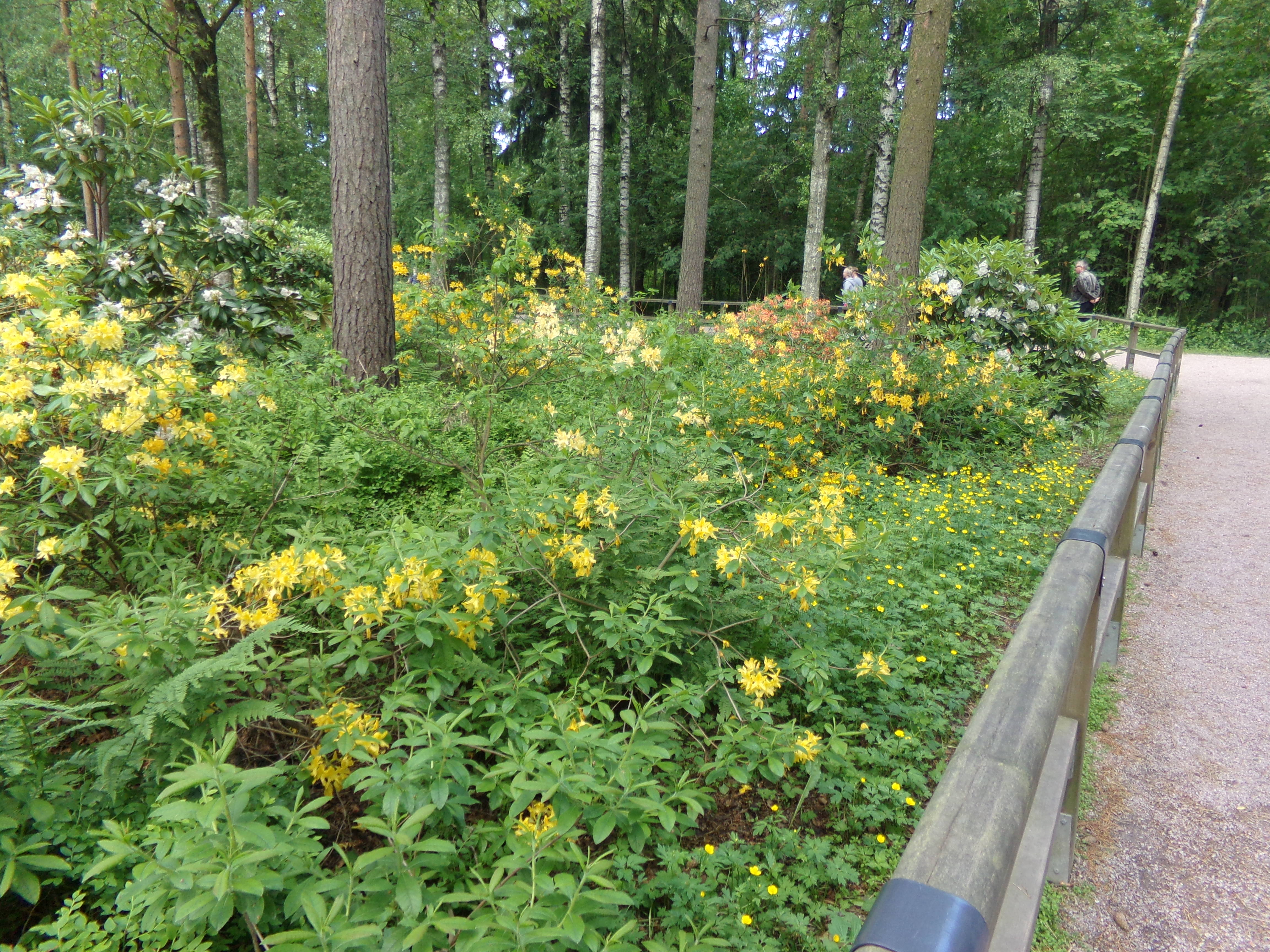
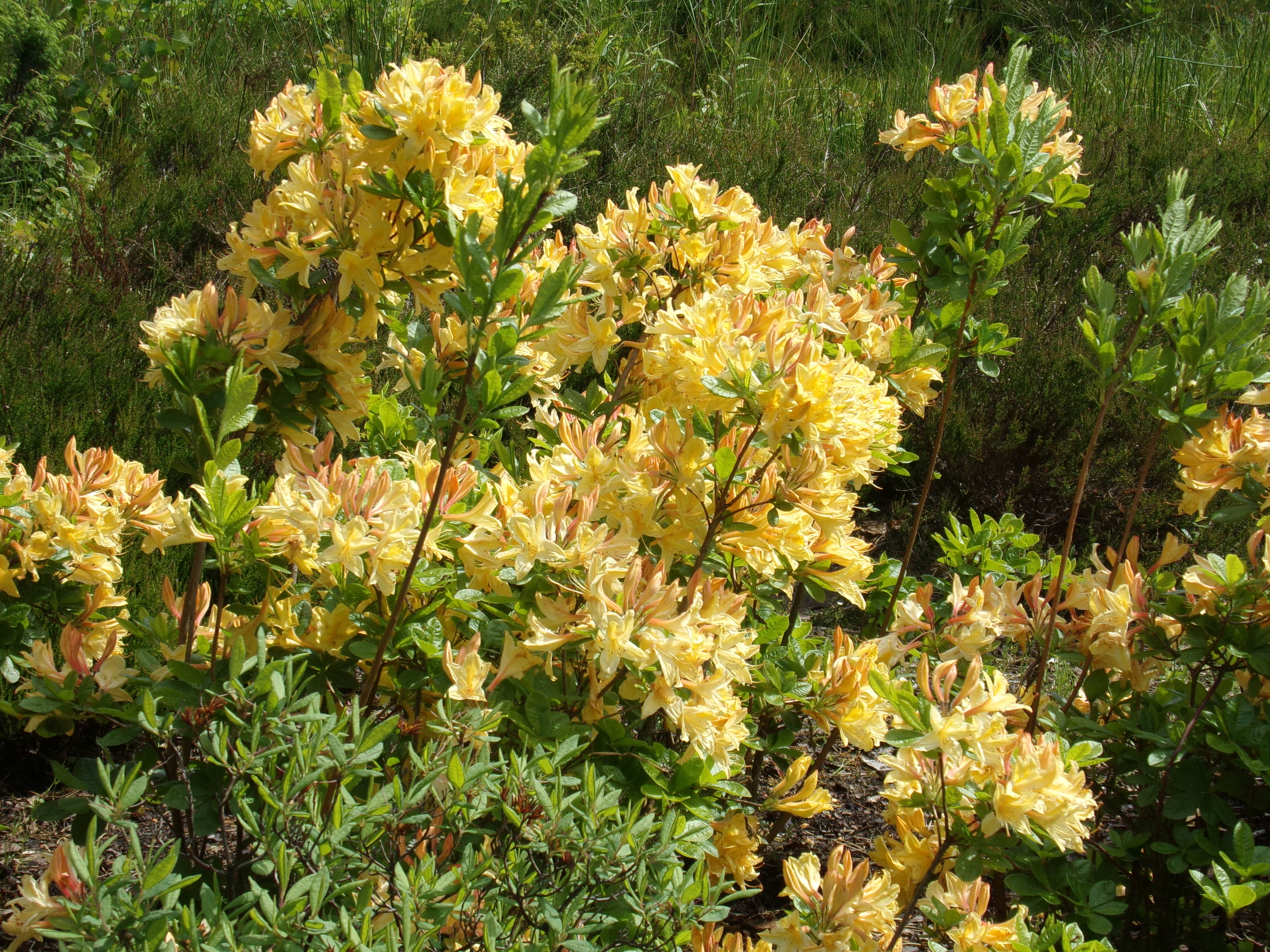
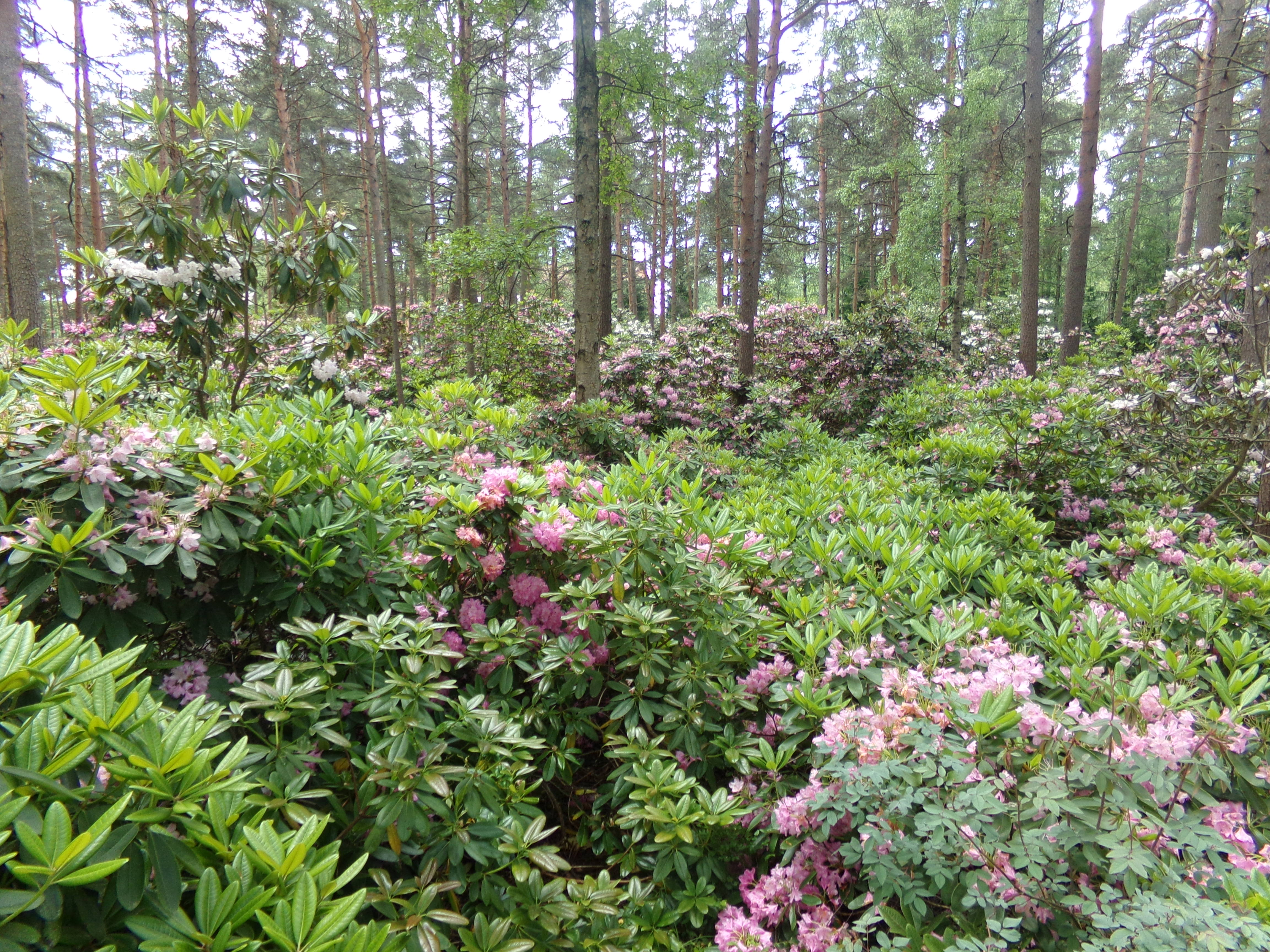